# 3,5-Dimethylisoxazol
3,5-Dimethylisoxazol ist eine wenig komplexe, chemische Verbindung aus der Klasse der 5-Ring-Heterocyclen. Es ist bei Raumtemperatur flüssig.

## Darstellung
3,5-Dimethylisoxazol kann durch Cyclokondensation des 1,2-Dinucleophils Hydroxylamin mit dem 1,3-Dielektrophil Acetylaceton gewonnen werden. Das Hydroxylamin wird dabei meist in der Salzform als Hydrochlorid eingesetzt. Die Reaktion läuft innerhalb von 3 Stunden in wässrigem Ethanol unter Rückfluss ab. Das Produkt kann aus der abgekühlten und verdünnten Reaktionslösung extrahiert und per Vakuumdestillation gereinigt werden.